# 画框里的女人
《画框里的女人》（法語：Le Portrait interdit），又译《画框女人》、《背德的贵妇人》（日语：背徳と貴婦人），是由查理·德莫自编自导、恒大影视及安娜桑德斯电影公司出品，雷佐电影发行的中法联制古装宫廷片。主要演员有范冰冰、梅尔维尔·珀波、黄觉等。电影于2017年12月20日在法国上映，后于2020年9月在拥有法国独立电影院格拉斯哥电影院上映。

## 演员
- 范冰冰 饰 清高宗继皇后（乌喇那拉氏）

- 梅尔维尔·珀波（英语：Melvil Poupaud） 饰 王致诚

- 黄觉 饰 乾隆

- 吴越